# Бесім Бокши
Бесім Бокши (алб. Besim Bokshi, 12 листопада 1930, Джяковиця, Зетська бановина, Королівство Югославія — 16 серпня 2014, Косово) — албанський поет, лінгвіст і філолог. З 2008 до 2011 рік — президент Академії наук і мистецтв Косова.

## Кар'єра
Бесім народився 16 серпня 1930 року у Джяковиці. Його батьки переїхали в Албанію, коли він ще був дитиною. Початкову освіту здобув у селі Дукат, неподалік від Вльора. Кілька років по тому він продовжив навчання у Тирані.
У 1945 році повернувся в Джяковицю і навчався в університеті до 1959 року, потім закінчив аспірантуру у Белграді. З 1961 до 1963 рік викладав албанську мову у старшій школі Джяковиці. З 1967 до 1973 рік викладав морфологію у Вищій педагогічній школі, також був директором цієї школи з 1967 до 1967 рік. Він також працював в Албанологічному університеті протягом 8 місяців. З 1974 року читав лекції у Приштинському університеті. У 1977 році він здобув докторський ступінь у галузі філології у Приштинському університеті. Був віцепрезидентом, а потім і президентом Академії наук і мистецтв Косова з 2008 до 2011 рік.
Бокши був членом Підсумкової комісії під час консультацій з лінгвістики у 1968 році. Він також був делегатом на Албанському орфографічному конгресі у Тирані у листопаді 1973 року.
Бесім Бокши помер 16 серпня 2014 року.

## Праці

### Поезія
- In Expectation (Në Pritje), Приштина, 1966
- Broken Shadows (Hije të këputura), Печ, 1996.

### Лінгвістика
- Development of the Formation of the Present Nominal Flexion of Albanian (Rruga e formimit të sotëm nominal të shqipes), Приштина, 1980
- Postposition of the article in Balkan languages (Prapavendosja e nyjes në gjuhët ballkanike), Приштина, 1984
- The Participle in Albanian: A Diachronic View (Pjesorja e shqipes: vështrim diakronik), Приштина, 1998.
- On Personal Pronouns in Albanian (Për vetorët e shqipes), Приштина, 2004.